# 3786 Ямада
3786 Ямада (3786 Yamada) — астероїд головного поясу, відкритий 10 січня 1988 року.
Тіссеранів параметр щодо Юпітера — 3,393.
Названо на честь Ямади (яп. やまだ(山田) ямада).